# Neohyperteles
Neohyperteles is een geslacht van vliesvleugeligen uit de familie Eulophidae. De wetenschappelijke naam van dit geslacht is voor het eerst geldig gepubliceerd in 1957 door De Santis.

## Soorten
Het geslacht Neohyperteles omvat de volgende soorten:
- Neohyperteles euplectriformis De Santis, 1957
- Neohyperteles seminarius De Santis, Urban & Graf, 1973